# Muraszentmárton

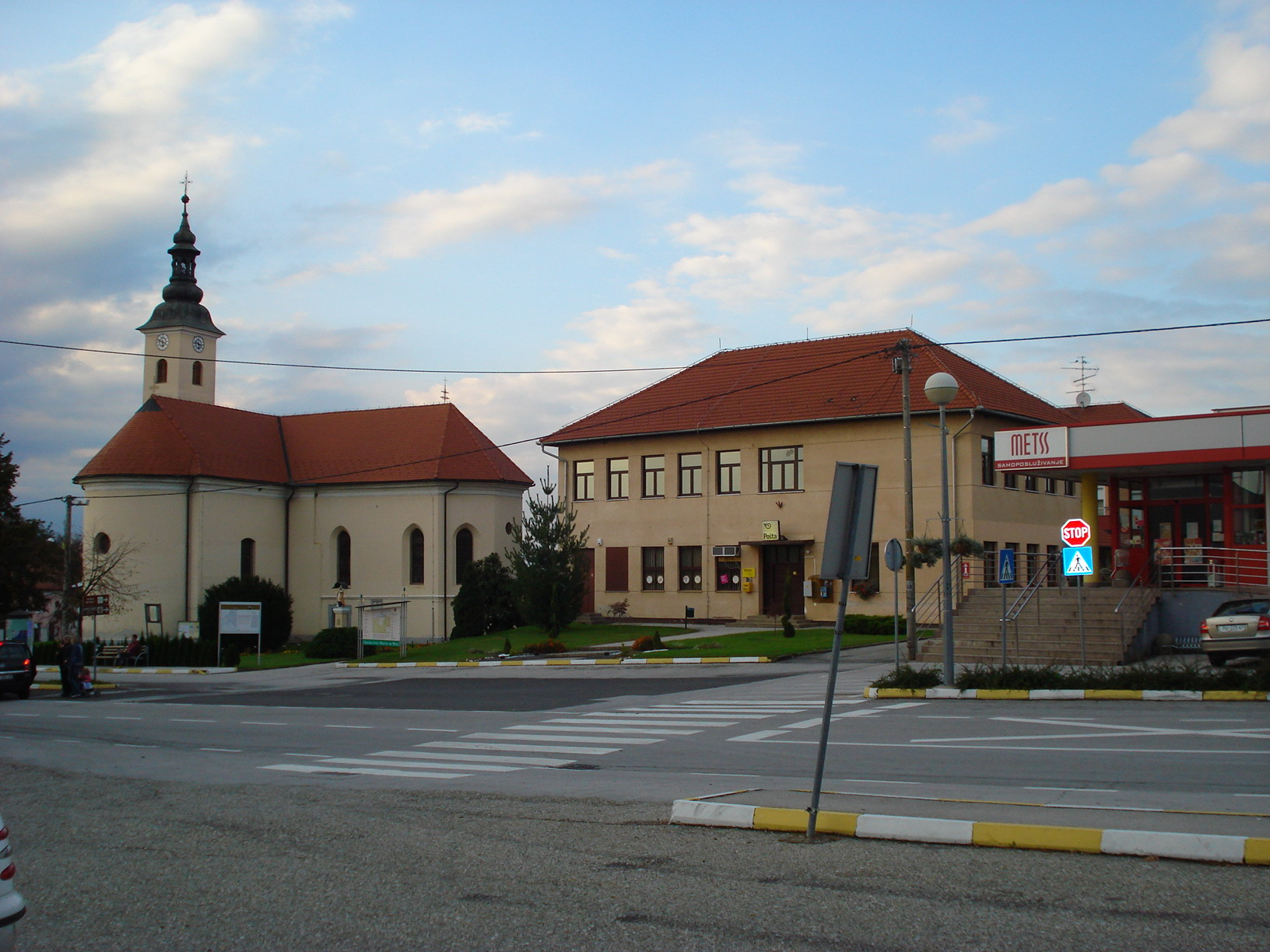

Muraszentmárton (horvátul Sveti Martin na Muri, 1965 és 1991 között Martin na Muri) falu és községközpont Horvátországban, Muraköz megyében. Horvátország legészakibb települése, és egyúttal határetkelő Szlovénia felé.

## Fekvése
Csáktornyától 20 km-re északra a Mura jobb partján a Muraközi-dombság völgyében fekszik. A község területe az északi részen a Mura völgyében sík, a déli részen dombos vidék, ahol szőlőültetvények és sűrű erdők találhatók. Ma a községhez 13 falu tartozik 25,14 km2-en 2958 lakossal. A népsűrűség 117,1 fő/km2. Legnépesebb települése maga a községközpont mintegy 800 lakossal.

## A község települései
A községhez 13 falu tartozik: Békásd (Žabnik), Felsővéghegy (Gornji Koncovčak) Györgyhegy (Jurovčak), Györgyike (Jurovec), Göröghegy (Grkaveščak), Hétház (Čestijanec), Majorlak (Marof), Margithegy vagy Szentmargithegy (Kapelščak), Muranyirád (Brezovec), Muraszentmárton (Sveti Martin na Muri), Ormos (Vrhovljan), Tündérlak (Lapšina) és Várhegy (Gradiščak).

## Története
A régészeti leletek tanúsága szerint történetének kezdetei az ókorig nyúlnak vissza, amikor mai Várhegy falu területén kelta és illír település állt. Muraszentmárton maga, ahogy a korabeli források, így a 3. században összeállított "ltinerarium Antonini" is bizonyítják, az 1. században alapított római kori Halicanum városa helyén épült. Az 1977-78-ban majd 1985-ben végzett ásatások során, amelyek egy nagy kiterjedésű, mintegy 3 km² nagyságú római település nyomait tárták fel.  Az elsőtől a negyedik századig régészeti leletek sora (áldozati oltár, pénzérmék, kerámiák) került elő. A várost láthatóan szabályos építési terv alapján építették fel, melyet az egymást derékszögben keresztező utcák szabályos alakja is bizonyít. A feltárás során előtűntek a  régi városnegyedek a város fóruma és a község délnyugati részén fekvő  kora császárkori temető maradványai. A feltárt, gazdag mellékletekkel ellátott sírok az 1. század második felétől a 4. századig terjedő időszakból származtak.
A mai település nevének első említése "Sancti Martini" alakban a zágrábi püspökség okleveléből, 1334-ből datálódik. 1478-ban "Zenth Marton", 1501-ben "Sancti Martini Superior" (Felsőszentmárton), 1507-ben  "Mwrazenthmarthon" néven említik a források.
Legősibb fennmaradt emléke a gótikus eredetű, később barokk stílusban átépített Szent Márton-templom. A település első temploma minden bizonnyal még fából épült. A késő gótikus templomot a 15. század közepén szentelték fel. A község története szorosan kapcsolódik a Muraköz történetéhez. A századok során birtokosai a Lackfi, a Cillei, a Zrínyi, az Althan és a Festetics családok voltak. A 16. században erre is terjedt a reformáció, melynek egyik lelkes támogatója volt Zrínyi György,  a falu földesura is. Barátjának és bizalmasának Mallekóczy Miklós bajcsai várkapitánynak itt volt a birtoka és a családi sírboltja is, ahova 1603-ban temették. Sírköve ma a csáktornyai múzeumban látható. Fia Miklós 1614-ben bárói rangra emelkedett és 1625 után Zrínyi Miklós özvegyét, Széchy Erzsébetet vette feleségül. Várkastélyuk az 1930-as évekig fennállt, ekkor rossz állapota miatt lebontották Anyagát a lakosság házainak építéséhez használta fel.
Vályi András szerint " SZENT MÁRTON. Horvát falu Szala Várm. földes Ura Gr. Álthán Uraság, lakosai katolikusok, határja középszerű."
Az itteni föld mindig termékeny volt, különösen a szőlőművelésre alkalmas, de virágzott a földművelés és az állattenyésztés is. A 19. századtól sok helyi férfi dolgozott a Muraköz környező üzemeiben. 1972-ig szénbánya is működött itt. Téglagyárában sokáig nehéz kézi munkával vetették a téglát. A 20. század elején kőolaj utáni fúrás közben termálvizet találtak a településen. Az első fürdőmedencét 1931-ben építették.
1920 előtt Zala vármegye csáktornyai járásához tartozott. 1941 és 1944 között ismét Magyarországhoz tartozott. 1965 és 1991 között a település nem használhatta a Sveti (a. m. szent) előtagot, így azt Martin na Murinak nevezték (a. m. Muramárton). Ma a 22 muraközi horvát község egyike 25,14 km2 területtel és 2958 lakossal.

## Lakossága
1900-ban 324 lakosából 282 horvát, 32 magyar, és 10 fő német nemzetiségű volt. 1910-ben 336, zömében horvát és magyar lakosa volt. 1941-ben 3123 lakosából kilenc ember kivételével mindenki magyar nemzetiségűnek vallotta magát. 1991-ben 531 lakosából 505 volt a horvát nemzetiségű. A 2001-es népszámlálás adatai szerint Muraszentmárton faluközösség lakossága 2958 volt. Muraszentmárton lakosainak 97%-a horvát, 2%-a szlovén nemzetiségű. 2001-ben hárman vallották magyar nemzetiségűnek magukat.

## Nevezetességei
- A Szent Márton tiszteletére szentelt plébániatemplom[5] 1467-1468-ban épült gótikus stílusban. Mai formáját a 18. században nyerte el, amikor barokk stílusban átépítették. Sokszögzáródású szentélye van, hálóboltozatos mennyezete tíz oszlopon nyugszik. Az egyik oszlopon az 1468-as évszám látható, mely az egyik legrégibb kőbe vésett arab számos felirat Horvátországban. A templomban 15. és 17. századi falfestmények láthatók.
- Termálfürdő
- Itt nevelkedett Margitai (Majhon) József író, zenetanár, újságíró, aki a 19. század második felében a magyarosítás aktív segítője volt a vidéken. Saját állítása szerint muraközi nyelven írt.

## Külső hivatkozások
- Muraszentmárton honlapja
- Muraszentmárton község honlapja (horvát nyelven)
- Muraszentmárton-Horvát turizmus Rt.
- Muraszentmárton a Szent Márton-út honlapján Archiválva 2020. december 30-i dátummal a Wayback Machine-ben
- Payr Sándor: A Dunántúli Evangélikus Egyházkerület története.
- A termálfürdő honlapja